# Rainer Weissauer
Rainer Weissauer (Ludwigshafen am Rhein, 1954) é um matemático alemão, que trabalha com formas modulares, geometria algébrica e teoria dos números.
Weissauer obteve um doutorado em 1980 na Universidade de Heidelberg, orientado por Peter Roquette, com a tese Hilbertsche Körper. Em 1984/1985 esteve no Instituto de Estudos Avançados de Princeton. Foi professor na Universidade de Mannheim e a partir de 2001 na Universidade de Heidelberg.
É editor do Journal für die reine und angewandte Mathematik (2013).

## Obras
- Stabile Modulformen und Eisensteinreihen. Springer, 1986
- com Reinhardt Kiehl: Weil conjectures, perverse sheaves, and l-adic Fourier transform. Springer, 2001. Ergebnisse der Mathematik und ihrer Grenzgebiete
- Endoscopy for GSP(4) and the cohomology of siegel modular threefolds. Springer, 2009